# Павле Софрић Нишевљанин
Павле Софрић Нишевљанин (Сентандреја, 11. август 1857 — Београд, 1. мај 1924) био је гимназијски професор, историчар по образовању, а етнолог по интересовању и истраживачком раду. Предавао је у неколико гимназија у Србији. Био је и први библиотекар Народне библиотеке у Нишу.
За собом је оставио бројне радове из области српске историје и етнологије. Његова историјска дела припадају области културне историје, док га његови радови из етнологије приближавају етнопсихологији и делимично антропогеографији. Најважније његово дело је публикација Главније биље у народном веровању и певању код нас Срба. Осим као Нишевљанин, своје радове је објављивао и под псеудонимима Путник и Ванђел Каранфиловић.

## Младост и школовање
Павле Софрић рођен је у угледној српској, трговачкој породици, у Сентандреји. Његова породица била је у блиским рођачким односима са породицом Јакова Игњатовића. Основну школу завршио је у родном граду, а гимназију и студије филозофије у Пешти. Павле је одслушао шест семестара на Филозофском факултету у Пешти, и положио професорски испит за земљопис и географију.

## Прелазак и живот у Србији
На почетку педагошке каријере ради као професор у Мађарској, али из патриотских разлога тражи и добија премештај у Србију. Просветни савет Кнежевине Србије је на својој седници 24. марта 1882. године донео одлуку да Софрић "проф. из СентАндреје" има стручне квалификације на предаје у српским средњим школама "историјске и географске науке". Јуна 1883. године оставио је Просветни савет - Павлу да ако жели може бити стални предавач, ако положи и у Србији професорски испит. Он је професорски испит положио тек 1890. године у Београду и то са одличним успехом. Радио је као професор гимназије у Лозници (1887—1888), Ваљеву (1888—1890), Шапцу (1890—1900), Нишу (1900—1910) и Београду (1911—1924). Предавао је општу и националну историју, географију и понекад немачки језик.
Добио је 1910. године као професор у Нишу, краљевски Орден Св. Саве 4. реда. По молби премештен је почетком 1911. године у српску престоницу, за професора Реалке. Предавао је потом (1913) и у Четвртој мушкој београдској гимназији, у којој ће дочекати пензију 21. фебруара 1924. Краљевски Орден Белог орла 5. реда додељен му је 27. јануара 1923. године.
Партијску издељеност Србије видео је као једну од основних препрека за развој и напредак, те се није приклонио ни једној партији. У младости је био понет идејама Светозара Милетића, али преласком у Србију постаје симпатизер либералних идеја Стојана Бошковића. Током Првог светског рата Софрић је неколико година провео у избеглиштву у Француској, где је такође подучавао српску омладину. После повратка потпуно га је уништило разочарање у идеале и снове. Био је разочаран спознајом да му педагошки рад није пружио никакву сатисфакцију, јер га је мимоишао и најмањи успон у служби. Био је такође разочаран неморалом поратног времена, за које је говорио: „Скоројевићи и неподобни пењу се на највећа места, а грабеж и неморал царују.”
Софрић је био посвећен свом педагошко-научном раду и сматрао је како би му женидба и заснивање породице само представљали сметњу. Тако је остао сам и без потомства, радећи до последњег даха. Није чак искористио ни право на одлазак у пензију, како га држава не би „забадава плаћала”. Умро је у Београду, физички и умно болестан, усамљен и у крајњој беди.

## Педагошки рад
Деценија проведена у Нишу најважнија је за Софрићев стручни и научни рад. Током рада у Нишкој гимназији ради и као први библиотекар у тек основаној јавној библиотеци, која је од отварања (1904) до краја Другог светског рата радила под патронатом Гимназије. Директор Гимназије уједно је био и старатељ Библиотеке, а као библиотекари радили су гимназијски професори. Нишевљанин је у касније био и један од професора који су сређивали књижевну заоставштину Стевана Сремца, коју је након изненадне пишчеве смрти, његов брат поклонио Библиотеци. Био је међу омиљеним професорима, не само због забавних и осмишљених предавања. Бавећи се спортом, често је са својим ђацима боравио у природи. Био је прилично необична појава у учмалој средини српске провинције тога времена, што му је донело много поштовалаца, али још више непријатеља.

## Научни рад
Током година проведених у Нишу настали су најважнији Софрићеви научни радови, па је вероватно и псеудоним Нишевљанин, под којим је данас познат међу етнолозима, знак захвалности за плодотворност коју је у овој средини пронашао. Основни мотив за проучавање културе био је трагање за културним коренима. Чланке, расправе и студије штампао је најчешће у гимназијским извештајима. Своје радове ретко је објављивао као засебна издања, често о свом трошку и углавном под псеудонимом. Својим радовима Софрић је стекао извесно име у српској култури. Иако није писао пуно, неки његови радови привукли су одређену пажњу. Међутим, често мењање средине, а са њом и часописа у којима је сарађивао, објављивање самосталних радова под псеудонимима (Нишевљанин, Путник и Ванђел Каранфиловић) и његово повлачење из јавног живота по повратку из заробљеништва, учинили су да и Павле Софрић и његово дело брзо падну у заборав, до те мере да се у неким изворима на лази сасвим нетачан податак о месту и годин његове смрти — Марсеј, 1917.
Софрићево свакако најважније дело представља публикација Главније биље у народном веровању и певању код нас Срба, али ни остали његови радови не заслужују да падну у заборав. Међу њима треба истаћи Три прилога за познавање народне душе у нас Срба, где је аутор покушао да направи својеврсну етнопсихолошку анализу кроз три мање расправе, као и занимљив чланак Празновање Бадњег вечера и Божића у Сентандреји : с нарочитим погледом на његов претхришћански карактер, написан у знак сећања на родно место.

### Главније биље у народном веровању и певању код нас Срба
Од када је, 1912. године, књига Главније биље у народном веровању и певању код нас Срба изашла из штампе, може се рећи да ју је, стицајем несрећних околности, пратила зла коб. Не само да ју је Софрић штампао о свом трошку, па иза ње није стајао познат, моћан или предузимљив издавач, већ ју је објавио под псеудонимом Нишевљанин, те је није подржао ни научни ауторитет самог аутора. Поред тога, рукопис је предат у штампу августа 1912. године, а већ 25. септембра започиње Први балкански рат и сви други догађаји остају у сенци тренутне политичке ситуације, па Софрићева књига није ни примећена од стране критичара. Ратне године које су уследиле све до завршетка Првог светског рата, учиниле су да књига падне у заборав и остане готово непозната широј јавности, све до краја 20. века, када је објављено фототипско издање ове књиге.
Књигу Главније биље у народном веровању и певању код нас Срба Софрић је писао по узору на тада знаменито дело Анђела де Губернатиса La mythologie des plantes, ou les legendes du regne vegetal (Митологија биљака, и легенде из биљног царства). Задатак који је пред себе поставио био је у много чему пионирски, јер се у Србији до тада нико није озбиљно позабавио овом темом. Ово Софрићево дело било било је један од ослонаца нашем чувеном историчару религије Веселину Чајкановићу током писања свог Речника српских народних веровања о биљкама, дела од изузетне вредности за нашу етнологију.